# 大正12年度艦艇補充計画
大正12年度艦艇補充計画（たいしょう12ねんどかんていほじゅうけいかく）は、日本海軍の軍備計画。ワシントン軍縮条約の結果を受けた補助艦艇建造計画で、1923年（大正12年）度からの6年計画で計71隻が建造された。主な建造艦艇は妙高型重巡洋艦、吹雪（吹雪型駆逐艦）などである。また未成艦の赤城、加賀が空母に改装された。

## 概要
1922年（大正11年）2月6日のワシントン軍縮条約締結を受けて、日本海軍は建艦計画の大幅な見直しに迫られた。条約により建造中の主力艦は全て建造中止、未起工の艦もすべて計画中止となった。
補助艦艇建造も計画が縮小された。八八艦隊案（八四艦隊案、八六艦隊案を含む）の艦艇のうち1922年（大正11年）度までに着手された艦はそのまま継続して建造、1923年（大正12年）度以降着手予定の艦は計画が見直され、未着手110隻余から77隻（実際の建造は71隻）に減少した。これは二等駆逐艦（15隻から0に）、潜水艦（59隻から28隻に減少、特に小型の二等、三等潜水艦）の建造減が大きかった。

## 予算
一部の艦は八八艦隊案から続く「軍艦補充費」の項から当てられた。「軍艦補充費」での艦艇建造はこの計画で最後となる。代わりに「補助艦艇建造費」の項が新たに設けられ「軍艦補充費」の一部の振り替え、新規予算獲得の形となった。
軍艦製造費：約1億2300万円、補助艦艇建造費：約3億6800万円が第46帝国議会で協賛を得て実施された。

### 軍艦製造費
1923年（大正12年）度から1925年（大正14年）度までの3カ年計画。（関東大震災の影響で後に1年延長される）
- 大正12年度以降既定額：667,531,932円
- 主力艦建造取りやめによる減額：-355,908,156円
- 補助艦艇建造費への振り替え：-188,177,159円
- 差し引き合計：123,446,617円

### 補助艦艇建造費
1923年（大正12年）度から1927年（大正16年=昭和2年）度までの5カ年計画。（関東大震災の影響で後に1年延長される）
- 軍艦製造費より振り替え：188,177,159円
- 新規追加：180,692,733円
- 合計：368,869,892円

## 建造艦艇
艦名の後の*は、軍艦製造費による建造を示し、無印は補助艦艇建造費による建造を示す。予算成立後の変更は→で示す。

### 未成艦の改装
- 航空母艦：2隻（26,900トン型）
  - 赤城*、加賀*

八八艦隊案では2隻新造の予定であったが中止となり、未成巡洋戦艦赤城、天城の改装に振り替えられた。後に天城は関東大震災の被災により解体、代わりに戦艦加賀（未成）が空母へ改装された。

### 新規建造
- 巡洋艦：8隻

八八艦隊案では8,000トン型大巡4隻、5,500トン型中巡5隻の計9隻が未起工だったが7,100トン型（古鷹型）2隻に変更された。また新たに7,100トン型（青葉型）2隻、10,000トン型（妙高型）4隻が追加され、計8隻が建造された。
- 古鷹型：2隻（7,100トン型）

古鷹*、加古*
- 青葉型：2隻（7,100トン型）

青葉、衣笠
- 妙高型：4隻（10,000トン型）

妙高、那智、羽黒、足柄
- 駆逐艦：24隻（1,400トン型）→21隻

八八艦隊案で未起工の二等駆逐艦15隻は計画中止。一等駆逐艦22隻は1,400トン型24隻に計画変更となる。後にうち5隻を1,700トン型の吹雪型（特型）に変更し艦型増大のため隻数が減少、竣工は21隻となった。
- 神風型：4隻（1,400トン型）

第11（追風）*、第13（疾風）*、第15（朝凪）*、第17（夕凪）
- 睦月型：12隻（1,400トン型）

第19（睦月）、第21（如月）、第23（弥生）、第25（卯月）、第27（皐月）、第28号（水無月）、第29（文月）、第30号（長月）、第31号（菊月）、第32号（三日月）、第33号（望月）、第34号（夕月）
- 吹雪型：5隻（1,700トン型）

第35号（吹雪）、第36号（白雪）、第37号（初雪）、第38号（深雪）、第39号（叢雲）
- 潜水艦：28隻

海中型13隻を含む59隻が建造取りやめ、もしくは計画変更となり、代わりに以下の28隻が建造された。
- 巡潜1型：4隻（1,970トン型）

第74（伊1）*、第75（伊2）*、第76（伊3）、伊4
- 機雷潜型：6隻→4隻（1,000トン型）

第48（伊21）*、第49（伊22）、第50（伊23）、伊24
- 大型：13隻→12隻（1,500トン型）

- 海大3型a：第64（伊53）*、第77（伊54）、第78（伊55）、伊58
- 海大3型b：伊56、伊57、伊59、伊60、伊63
- 海大4型：伊61、伊62、伊64

- L4型：5隻→8隻（998トン型）

第72（呂61）*、第73（呂62）*、第84（呂63）、呂64、呂65、呂66、呂67、第83（呂68）
- 水雷母艦：1隻
  - 迅鯨型 : 長鯨*

同型艦迅鯨は1922年に起工済み。2艦とも竣工後に潜水母艦に類別変更された。
- 敷設艦：1隻（3,000トン型、実際の建造は約2,000トン）
  - 厳島

- 急設網艦：1隻（5,000トン型、実際の建造は約1,400トン）
  - 白鷹 :  竣工前の1929年（昭和4年）3月に敷設艦に類別変更された。

- 捕獲網艦：3隻→2隻（500トン型）
  - 燕型 : 竣工前の1929年（昭和4年）3月に敷設艇に類別変更された。

燕、鴎
- 掃海艇：3隻（700トン型）
  - 第一号型 ：第4号、第5号、第6号

- 運送（給油）艦：3隻
  - 隠戸型：隠戸*、早鞆*、鳴戸*

- 運送（給糧）艦：1隻
  - 間宮*

- 基準網艇 : 2隻→0（500トン型）

建造されず。

## 主力艦改装
1923年（大正12年）度からの8年計画で長門、陸奥を除く主力艦8隻の改装予算が同じ第46帝国議会で成立した。これは第一次世界大戦での戦訓により水平防御の強化が必要となったためである。